# Libermont
Libermont település Franciaországban, Oise megyében. Lakosainak száma 179 fő (2022. január 1.). Libermont Fréniches, Frétoy-le-Château, Ercheu, Esmery-Hallon és Hombleux községekkel határos.

## Népesség
A település népességének változása:
| Lakosok száma | 210  | 200  | 197  | 182  | 180  | 177  | 174  | 176  | 179  |
|               | 2013 | 2015 | 2016 | 2017 | 2018 | 2019 | 2020 | 2021 | 2022 |